# Aloys Nong
Aloys Nong (Yaoundé, 16 ottobre 1983) è un ex calciatore camerunese, di ruolo attaccante.

## Carriera

### Club
Dopo aver giocato in patria trascorre dodici anni in Belgio militando in varie squadre per poi trasferirsi, per la stagione 2013-2014, alla società spagnola del Levante.

### Nazionale
Ha esordito in nazionale nel 2010.

## Palmarès
- Coppa del Belgio: 1

Standard Liegi: 2010-2011